# Céline Céleste
Céline Céleste, scennamn Madame Céleste , född 1811, död 1882, var en fransk ballerina, huvudsakligen verksam i USA. 
1827-1830 och 1834-1843 var hon verksam i USA, där hon blev en av sin samtids mest uppmärksammade ballerinor, och där det ännu fanns få inhemska balettdansare och balettkonsten främst uppehölls av europeiska artister, bland vilka hon tillhörde de första att göra turné. Hon var chef för Adelphi Theatre i London 1843-1859. 